# Muthalakatte, Malavalli
Muthalakatte là một làng thuộc tehsil Malavalli, huyện Mandya, bang Karnataka, Ấn Độ.